# Крыжановский, Георгий Николаевич
Георгий Николаевич Крыжановский (11 ноября 1922, Прогнои, Днепровский уезд — 14 марта 2013, Москва) — доктор медицинских наук, профессор, академик АМН СССР и РАМН, почётный директор Института общей патологии и патофизиологии РАМН, президент Российского общества патофизиологов и Российского общества по изучению боли.

## Биография
Родился 11 ноября 1922 года в семье Николая Михайловича (1893—1965) и Полины Георгиевны (1895—1972) Крыжановских.
В 1940 году поступил в Одесский медицинский институт; с началом Великой Отечественной войны продолжил учёбу в Казахском медицинском институте, который окончил в 1944 году.
С августа 1944 по 1946 год служил военным врачом. Участник Парада Победы.
В 1946 году поступил в аспирантуру Института общей и экспериментальной патологии АМН СССР и всю жизнь работал в этом учреждении: младший научный сотрудник, заведующий лабораторией, заместитель директора по научной части; в 1983—2001 гг. — директор института. Заведовал отделом общей патологии нервной системы и лабораторией патофизиологии нервной системы. Ученик и продолжатель идей выдающегося отечественного патофизиолога Алексея Дмитриевича Сперанского.
В 1971 году избран членом-корреспондентом, 27 апреля 1984 года — действительным членом АМН СССР (с 1992 — РАМН). В течение 10 лет был академиком-секретарём Медико-биологического отделения АМН СССР (РАМН). Являлся президентом Российского общества патофизиологов и президентом Российского общества по изучению боли.
Один из создателей и первый президент Международного общества по патофизиологии (1991), международного журнала «Pathophysiology».
Умер 14 марта 2013 года. Похоронен на Троекуровском кладбище.

### Семья
Жена — Августа Петровна Савинская (1924—2001).
Дочь — Елена Георгиевна Крыжановская (род. 1950).

## Научная деятельность
Основные направления исследований:
общая патофизиология нервной системы
- выявлены общие закономерности и базисные механизмы расстройств различных сфер деятельности нервной системы — сенсорной, моторной, поведенческой, высшей нервной деятельности, информационной патологии, синдромов психических расстройств и др.;
- открыт новый механизм нервных расстройств при повреждениях ЦНС — образование новых патологических интеграций из первично повреждённых и вторично измененных структур ЦНС. На этой основе создана общая теория патологических интеграций в ЦНС как универсального патобиологического механизма нервно-психических расстройств. Созданы экспериментальные модели важнейших нейропатических синдромов (различные виды патологической боли; вестибулопатия; миоклония спинального происхождения; патологически удлинённый сон; фотогенный судорожный синдром; галлюциноподобный фотогенный синдром; булимия; сложный полиморфный паркинсонический синдром с акинезией, мышечной ригидностью и тремором; каталепсия; кататония; различные виды дизрегуляционной патологии нервной системы; нейросоматические расстройства; нейрогенные сердечные аритмии; нейрогенная дизрегуляция внутриглазного давления; нейрогенный глаукомоподобный синдром; сложный полиморфный психозоподобный синдром; различные формы насильственного поведения; дофаминзависимая депрессия и др.);

дизрегуляционная патология — возникающая вследствие дизрегуляции деятельности и функции клеток, органов, систем и всего организма;

нейроиммунопатология — нейропатофизиология и дизрегуляционная патология важнейших интегративных систем организма (нервной, иммунной, эндокринной и соединительно-тканной).
В 1960 г. первым в мире (совместно с Л. А. Певницким и Л. Н. Фонталиным) экспериментально получил антиидиотипические антитела (на модели столбнячного анатоксина).
Ввёл новые термины и научные понятия:
- патогенез столбняка как полисистемного образования
- патологическое растормаживание
- дизрегуляция органов и систем
- патологические интеграции
- принцип двойственной функциональной посылки и его нарушения в условиях патологии
- антагонистическая регуляция в норме и патологии
- принцип перемежающейся активности функционирующих структур и его нарушения
- патологическая боль
- нейропластичность в патологии
- антисистемы
- различные виды нарушений регуляторных влияний
- генераторы патологически усиленного возбуждения
- патологическая детерминанта
- патологическая система
- физиологический и патологический стресс
- эндогенез патологических процессов
- дизрегуляционная патология и болезни регуляции
- функциональная патологическая система
- трофическая регуляция и дизрегуляция
- региональная и генерализованная трофические системы
- патотрофогены
- патологические белки и др.

Определил принципы лечения дизрегуляционной патологии и принципы комплексной патогенетической терапии нервно-психических расстройств, а также нейрогенной соматической патологии. Созданы экспериментальные модели нейропатологических синдромов для испытания лекарственные средства.
Автор свыше 600 печатных трудов, в том числе 14 монографий, 6 учебников и руководств.
Подготовил 62 доктора и кандидата наук.

### Избранные труды
- Крыжановский Г. Н. Детерминантные структуры в патологии нервной системы : Генератор. механизмы нейропатол. синдромов. — М.: Медицина, 1980. — 358 с. — 5000 экз.
- Крыжановский Г. Н. Общая патофизиология нервной системы : Руководство. — М.: Медицина, 1997. — 351 с. — 3000 экз. — ISBN 5-225-02804-7.
- Крыжановский Г. Н. Общая патология нервной системы : (Состояние и перспективы) : Актовая речь. — М.: Ин-т общ. патологии и патол. физиологии, 1980. — 20 с. — 250 экз.
- Крыжановский Г. Н. Основы общей патофизиологии. — М.: Медицинское информационное агентство, 2011. — 253 с. — 1000 экз. — ISBN 978-5-8948-1887-0.
- Крыжановский Г. Н. и др. Дизрегуляционная патология : [Рук. для врачей и биологов]. — М.: Медицина, 2002. — 630 с. — 1000 экз. — ISBN 5-225-04747-5.
- Крыжановский Г. Н., Акмаев И. Г., Магаева С. В., Морозов С. Г. Нейроиммуноэндокринные взаимодействия в норме и патологии. — М.: Мед. кн., 2010. — 287 с. — 1500 экз. — ISBN 978-5-86093-299-5.
- Крыжановский Г. Н., Карабань И. Н., Магаева С. В. и др. Болезнь Паркинсона : (Этиология, патогенез, клиника, диагностика, лечение, профилактика). — М.: Медицина, 2002. — 335 с. — 2000 экз. — ISBN 5-225-04135-3.
- Крыжановский Г. Н., Карабань И. Н., Магаева С. В., Карабань Н. В. Компенсаторные и восстановительные процессы при паркинсонизме. — Киев: Ин-т геронтологии, 1995. — 186 с.
- Крыжановский Г. Н., Магаева С. В., Макаров С. В. Нейроиммунопатология. — М.: Б. и., 1997. — 282 с. — 600 экз.
- Крыжановский Г. Н., Фонталин Л. Н., Певницкий Л. А. К вопросу об образовании антиантител // Вестн. АМН СССР. — 1960. — № 10. — С. 18—29.

## Награды и признание
- Орден Дружбы народов
- Орден «Знак Почёта»
- Орден Почёта
- Медаль «За победу над Германией в Великой Отечественной войне 1941—1945 гг.»
- медаль Н. И. Пирогова
- Государственная премия СССР
- Заслуженный деятель науки и техники РСФСР
- почётный директор института НИИ общей патологии и патофизиологии РАМН
- почётный президент Международного общества по патофизиологии (1994)